# 卡曼奇 (愛荷華州)
卡曼奇（英語：Camanche）是一個位於美國愛荷華州克林頓縣的城市。

## 地理
卡曼奇的座標為41°47′11″N 90°15′36″W / 41.78639°N 90.26000°W，而該地的平均海拔高度為182米（即595英尺）。

## 人口
根據2010年美國人口普查的數據，卡曼奇的面積為24.42平方千米，當中陸地面積為22.48平方千米，而水域面積為1.94平方千米。當地共有人口4448人，而人口密度為每平方千米182人。